# Уразово (смт)
Ура́зово (рос. Уразово) — селище міського типу, у Валуйському районі Бєлгородської області, Росія.
Населення селища становить 6 939 осіб (2008; 6 878 в 2002).
Селище є частиною Слобожанщини.

## Географія
Селище розташоване на річці Оскіл, лівій притоці Сіверського Дінця, за 12 км від кордону з Україною. Діє пункт контролю через державний кордон з Україною Піски—Дволучне.

## Історія
Слобода Уразове була заснована у 1728 році на місці однойменного хутора. 
Першими поселенцями були українці.
У 1918 році відбувся бій між армією УНР і більшовиками. 
Статус смт отримано в 1968 році.

## Економіка
В селищі працюють заводи механічний, шкіряний, молочний, цегляний, комбінати будівельних матеріалів та харчовий, меблева фабрика.
Діють краєзнавчий музей, будинок культури, бібліотека.

## Видатні місця
- Храм Усікновення голови Іоана Предтечі (1898)

## Відомі люди
- Басов Володимир Павлович (1923—1987) — радянський кінорежисер, актор, сценарист.
- Костенко Валентин Григорович — український композитор.
- Кравченко Володимир Данилович (1925—1988) — український радянський живописець.
- Кравченко Михайло Микитович (1923—2002) — український військовий диригент.
- Кравченко Павло Микитович (нар. 1926) — український диригент і педагог.

## Галерея

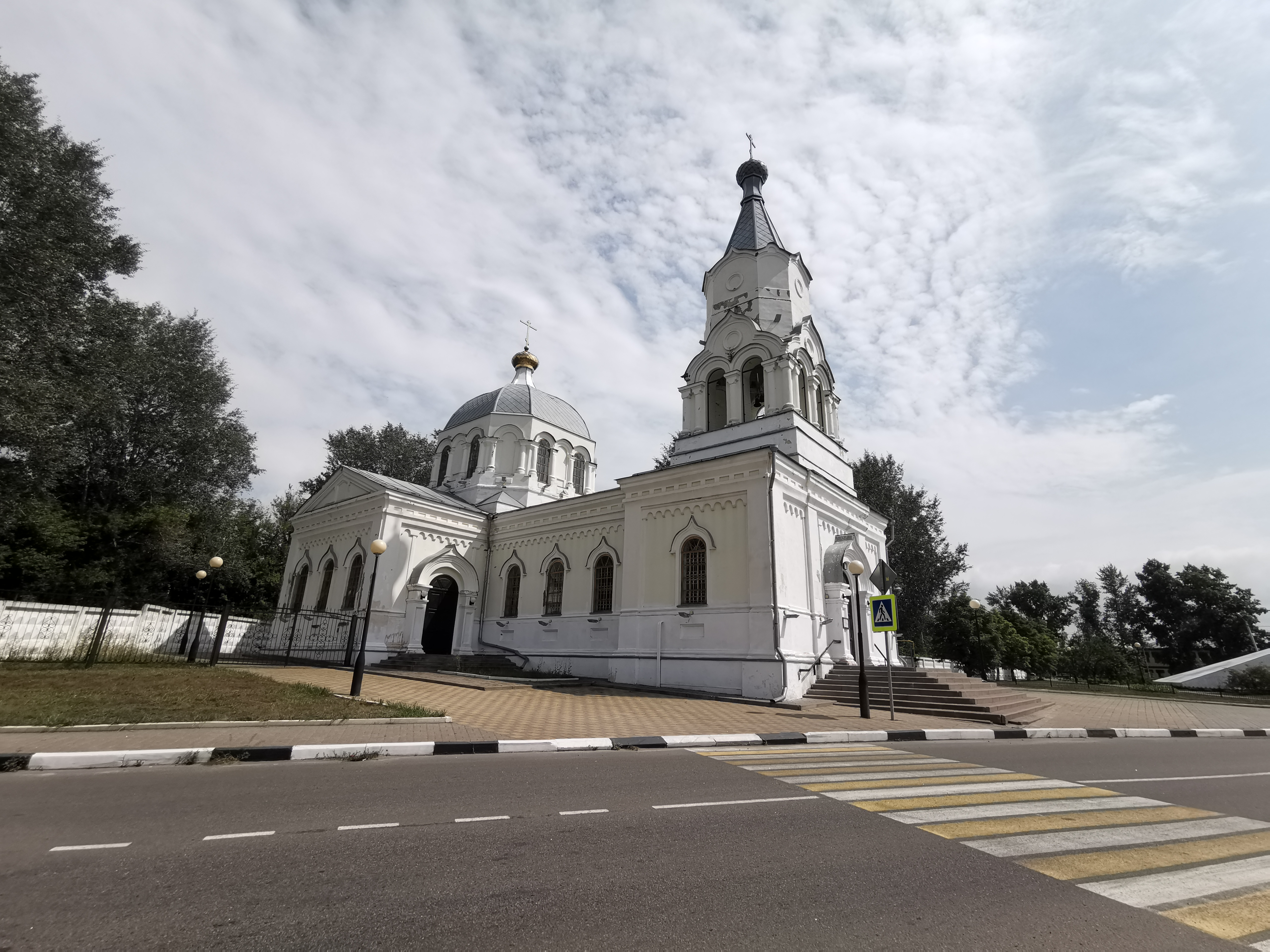
Церква Усікновення глави Іоана Предтечі
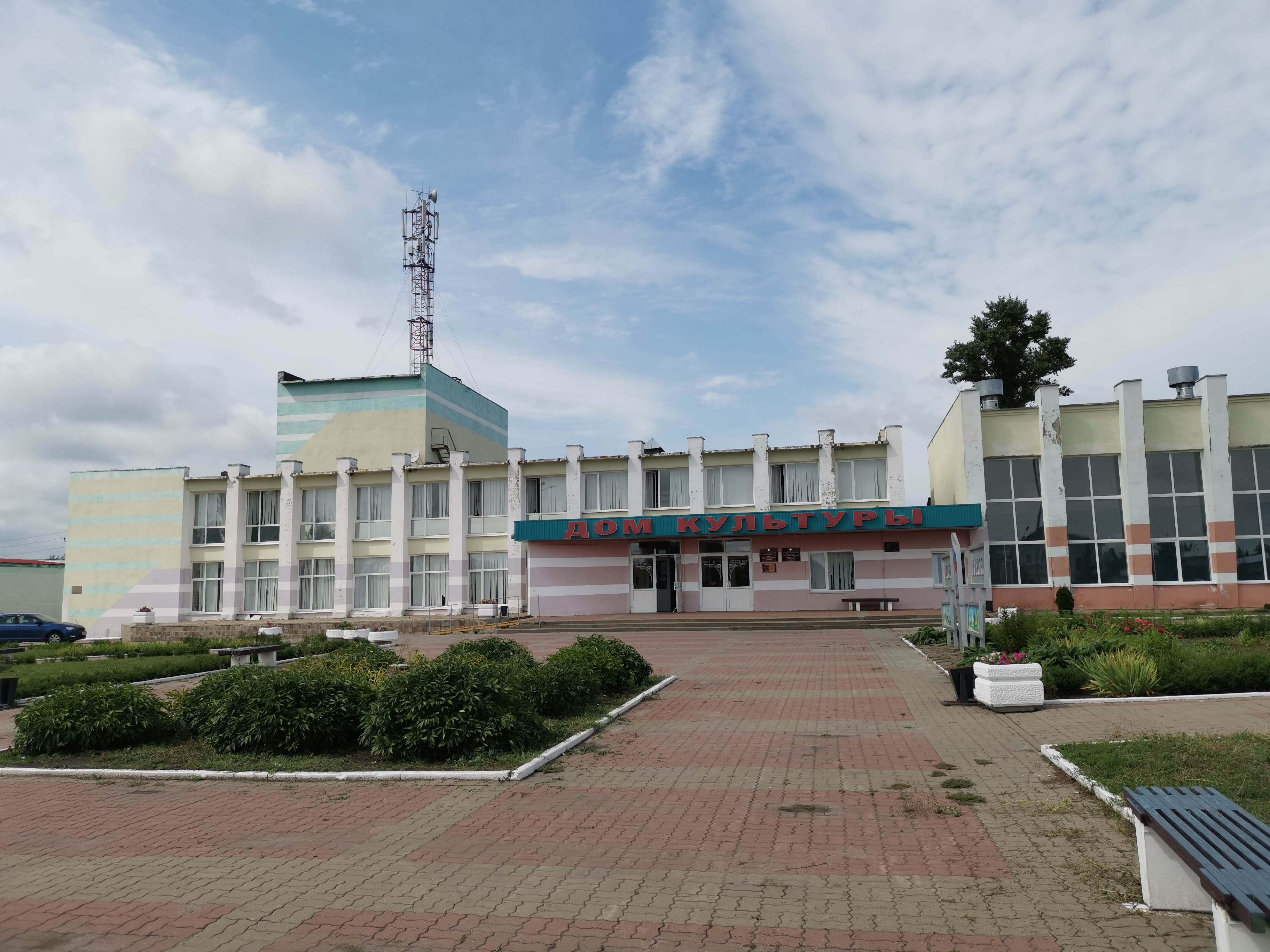
Будинок культури
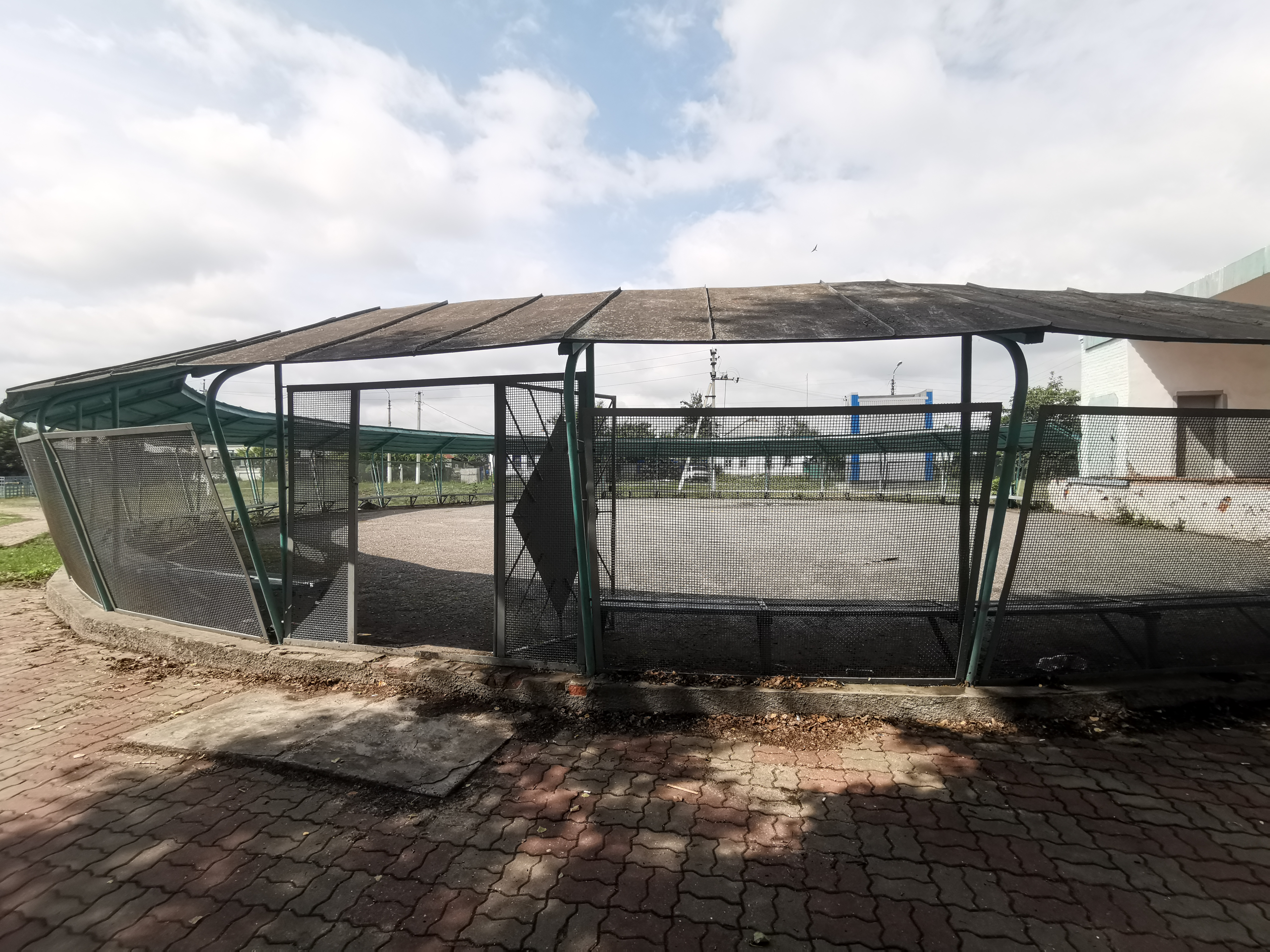
Концертний майданчик